# Кривчик
Кри́вчик — село в Україні, у Дунаєвецькій міській територіальній громаді Кам'янець-Подільського району Хмельницької області.

## Історія
В 1493 році село згадується під назвою Криве. Ряд археологічних знахідок дають підстави вважати історію поселення значно давнішою. В околицях села знайдено поселення епохи пізнього палеоліту на звивистих берегах річки Тернава, а на горі Грабина збереглися рештки скіфського городища.
Станом на 1888 рік в селі діяло близько 5 водяних млинів.
З архівних документів відомо що станом на 1905 рік в селі діяли: 1 православна церква, 1 єврейська молитовна школа, церковно-приходська школа, урядницький пункт, винокурня та цегельний завод. В наш час в селі можна знайти залишки старих погребів, у яких найвірогідніше зберігалася продукція винокурні.
Кінці 40-х — на початку 50-х років село було пов'язане з діяльністю загонів Дунаєвецького надрайонного проводу ОУН. Чи не найпотужнішу мережу конспіративних квартир мав саме Дунаєвецький надрайоний провід ОУН. Наприклад, конспіративні квартири були у селах: Зеленче, Нестерівці, Гірчична, Руда-Гірчичнянська, Іванківці, Кривчик, Чаньків, Ганівка, Стріхівці, Глушківці, Томашівка, Кадиївка.
З 1991 року в складі незалежної України.
13 серпня 2015 року шляхом об'єднання сільських рад, село увійшло до складу Дунаєвецької міської громади.
17 липня 2020 року, в результаті адміністративно-територіальної реформи та ліквідації Дунаєвецького району, село увійшло до складу Кам'янець-Подільського району.
Колишній орган місцевого самоуправління — Рахнівська сільська рада.

### Палац Крупинських
Наприкінці XIX століття, зусиллями генерала та члена Державної Думи — Михайла Георгійовича (Єгоровича) Крупецького, у селі будується палац. Двоповерхова будівля з верандами поєднує в собі стилі бароко та пізньої готики. Особливістю маєтку є чотириповерхова восьмигранна вежа з годинником. Від залишків колишнього парку, фруктового саду, оранжереї та теплиць збереглись лише невеличкий фонтан та штучне озеро. Після жовтневого перевороту спадкоємці палацу втекли закордон. Сама будівля спочатку 2 роки слугувала піонерським табором, потім будинком відпочинку на 47 місць, інтернатом для незрячих. У 1945 році після закінчення Другої світової війни в будівлі розміщувався інтернат для інвалідів війни, яким нікуди було повертатися. З 1978 р. він був реорганізований у психоневрологічний інтернат, діючий і тепер.

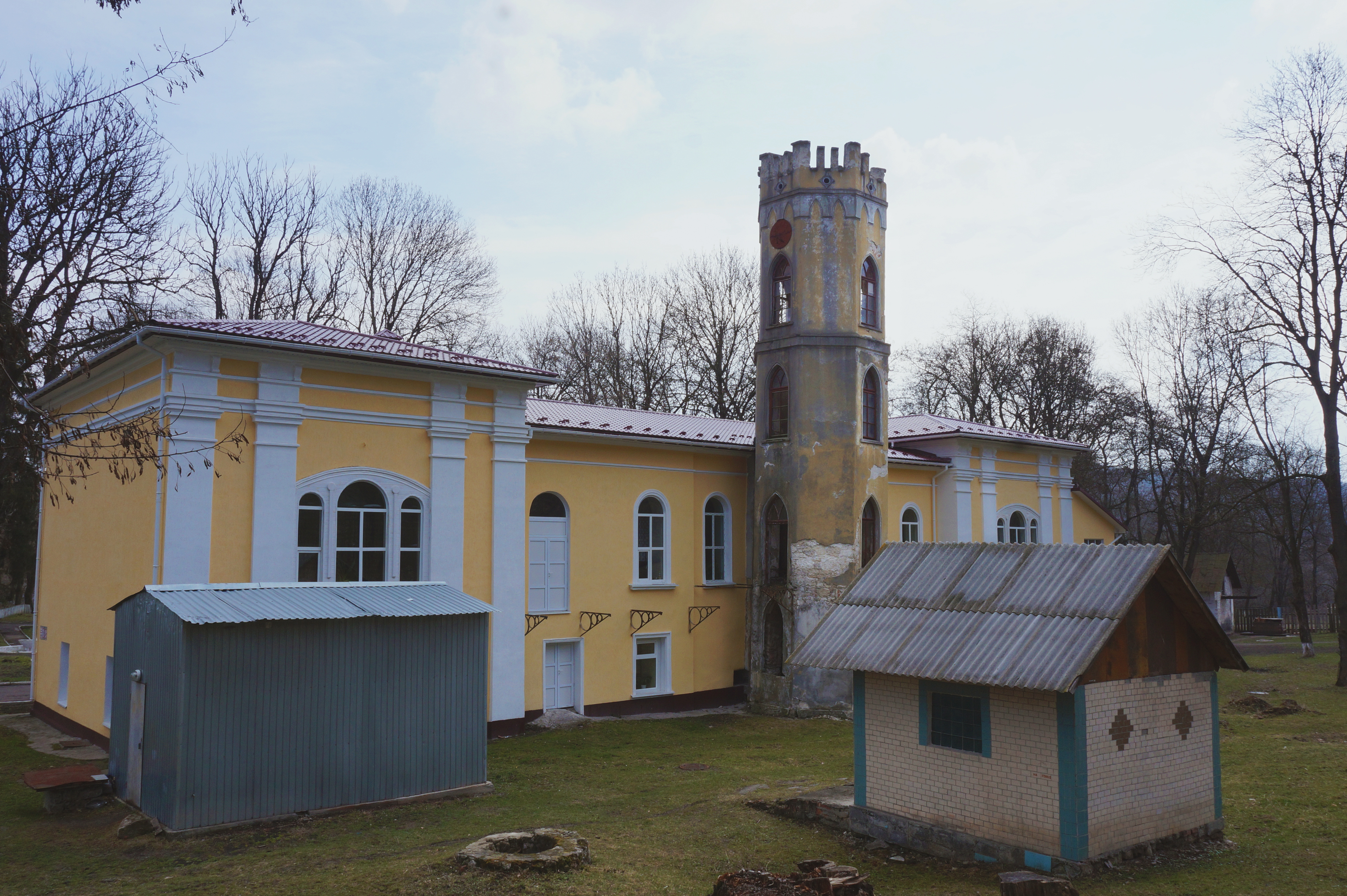
Комплекс споруд садиби Крупинських
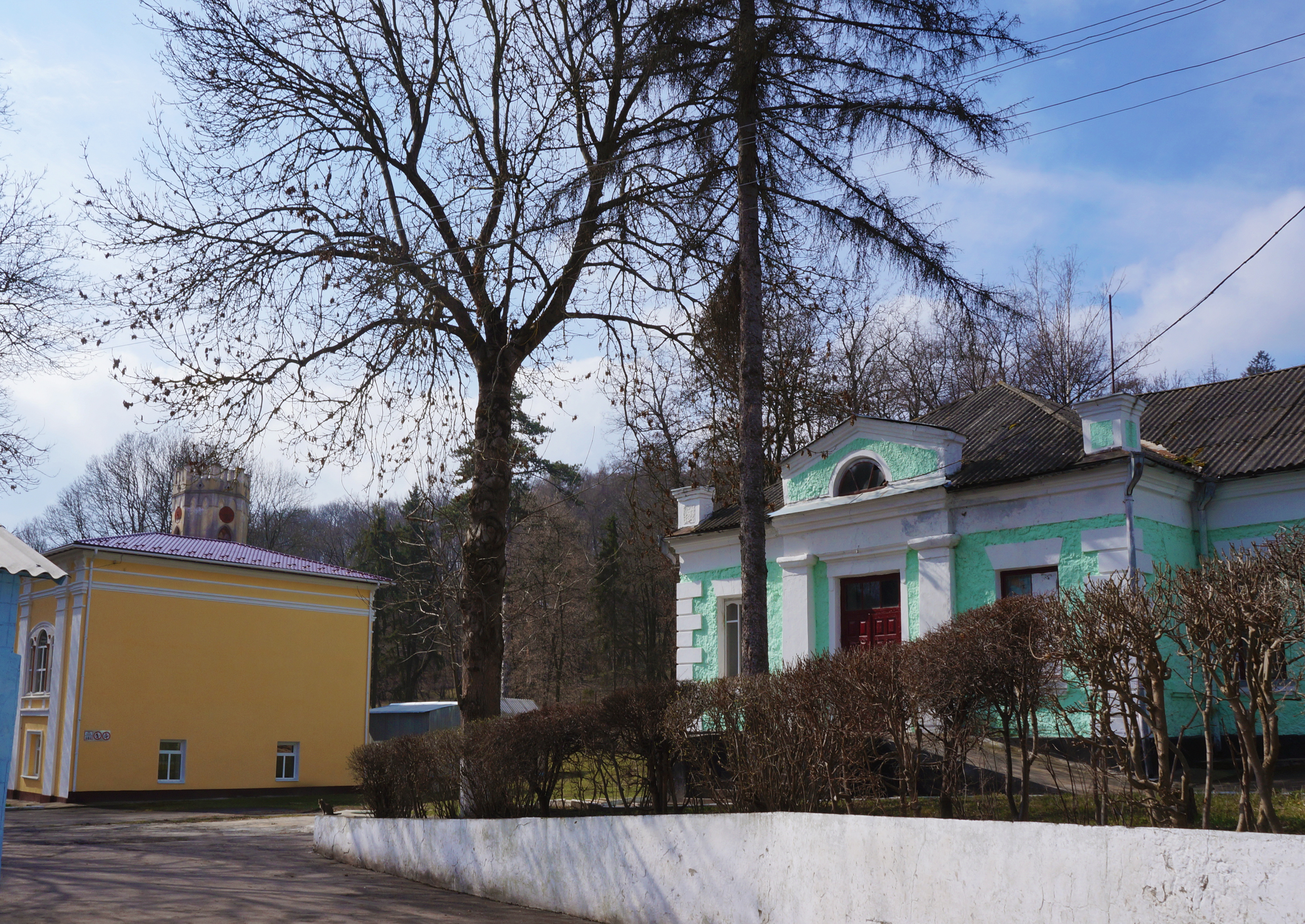
Комплекс споруд садиби Крупинських 2019 рік
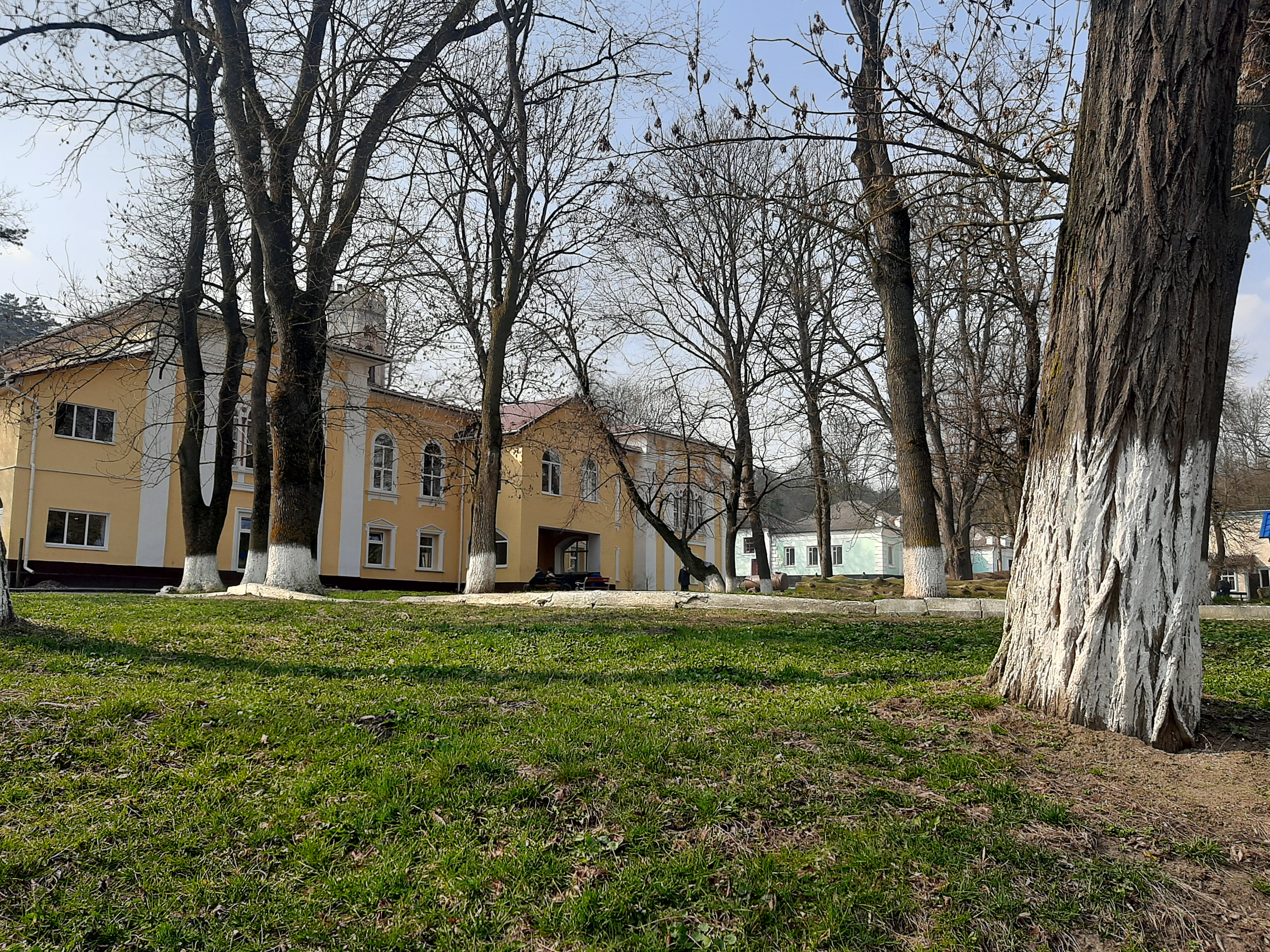
Палац
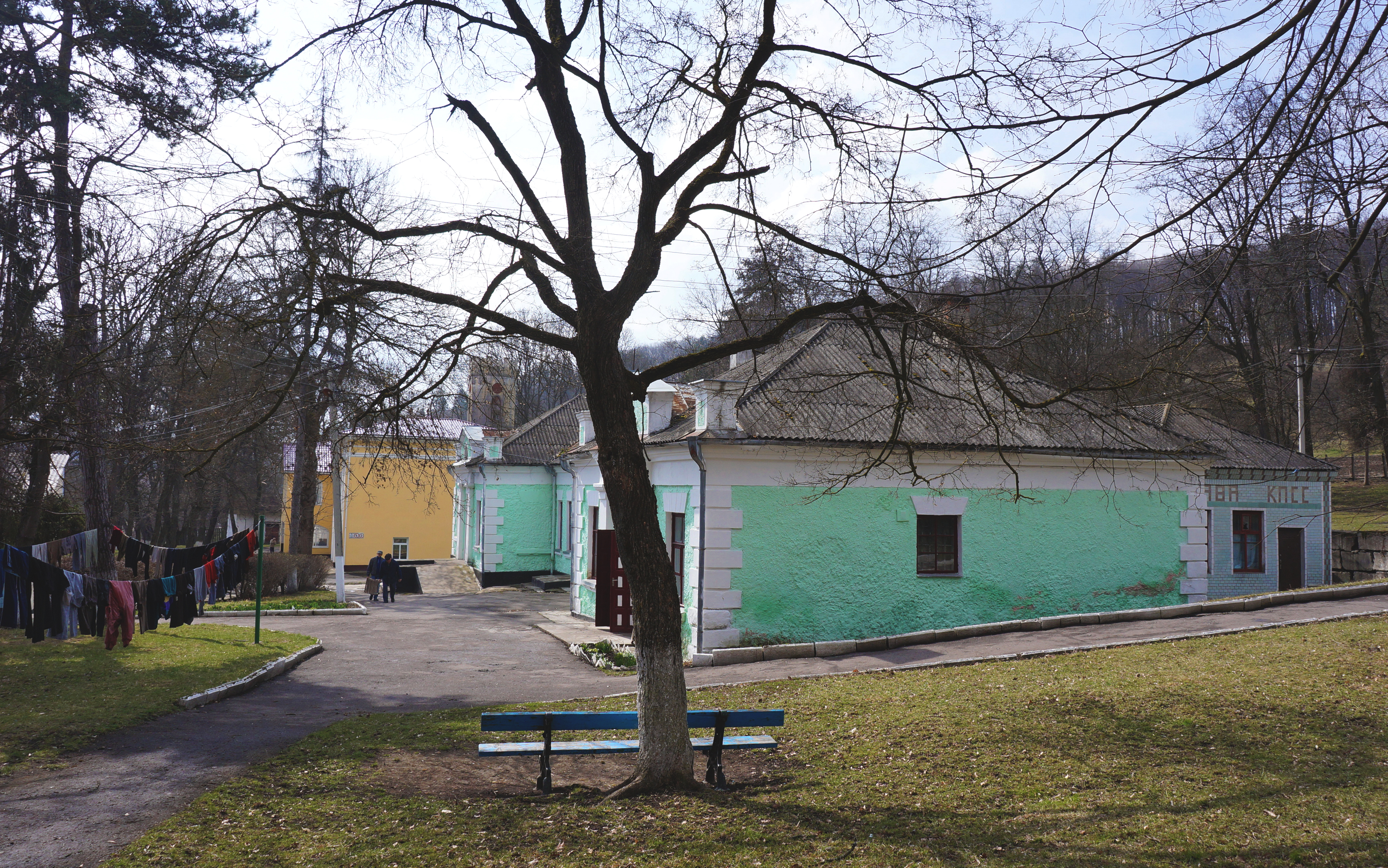
Флігель
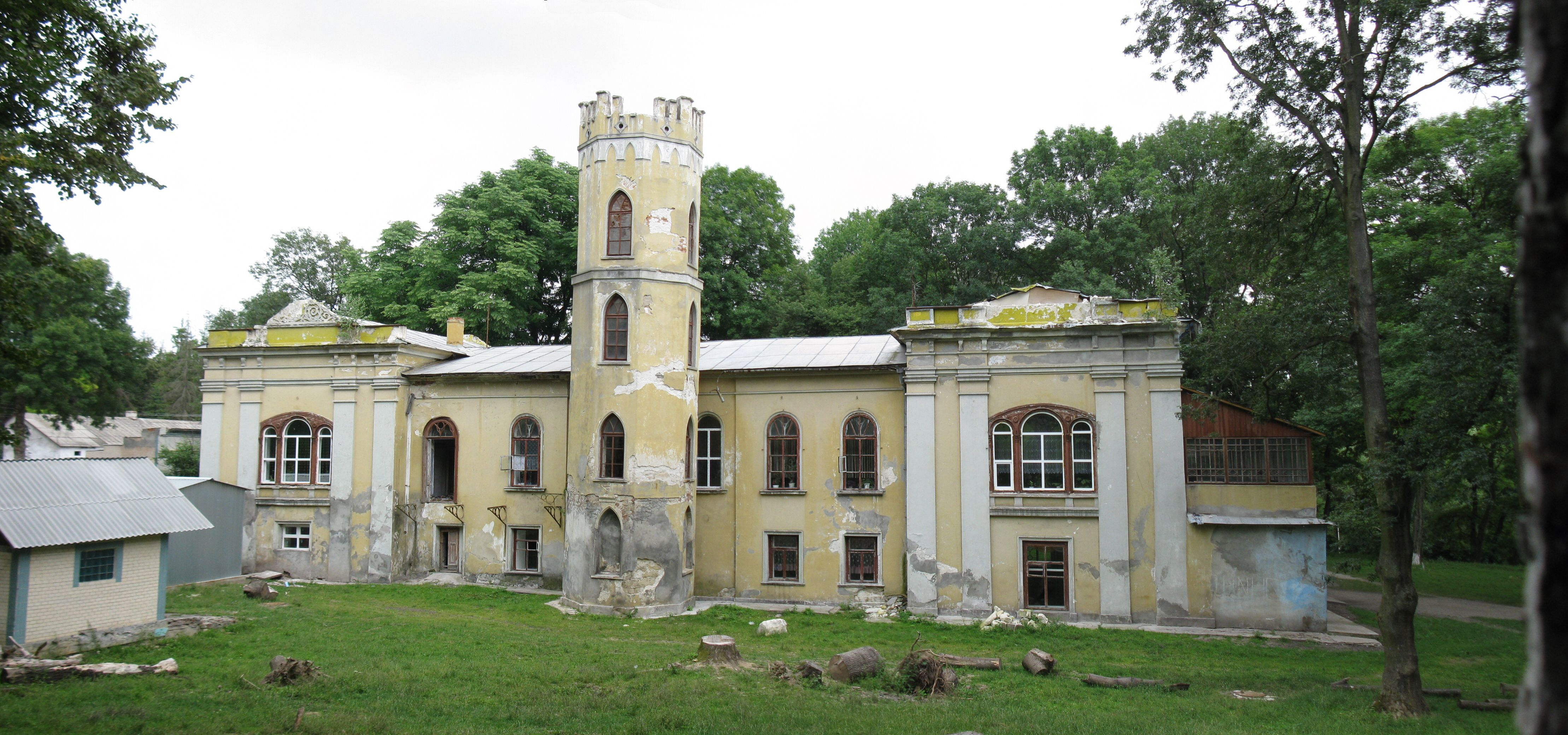
Палац
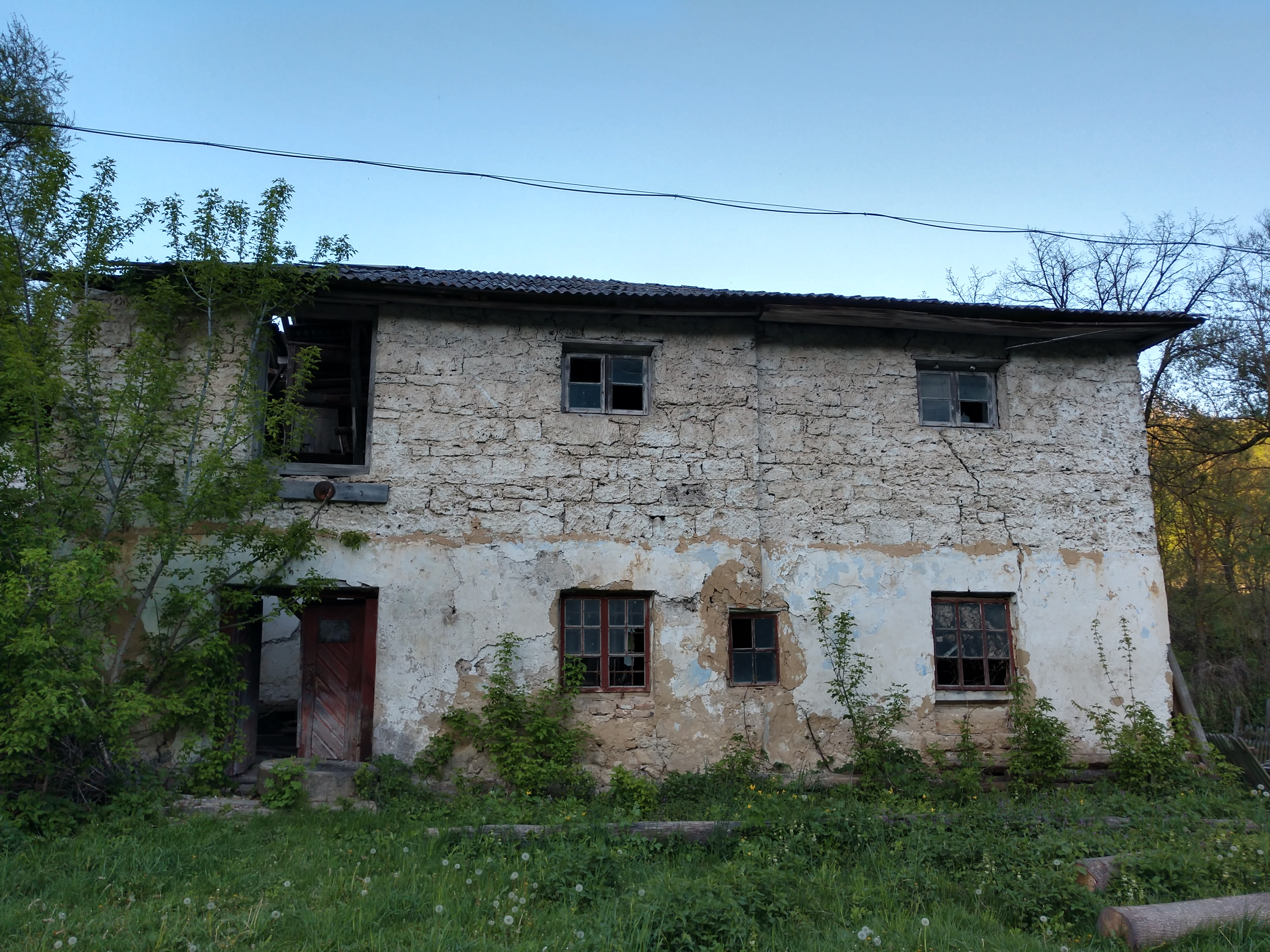
Водяний млин (травень 2020 року)
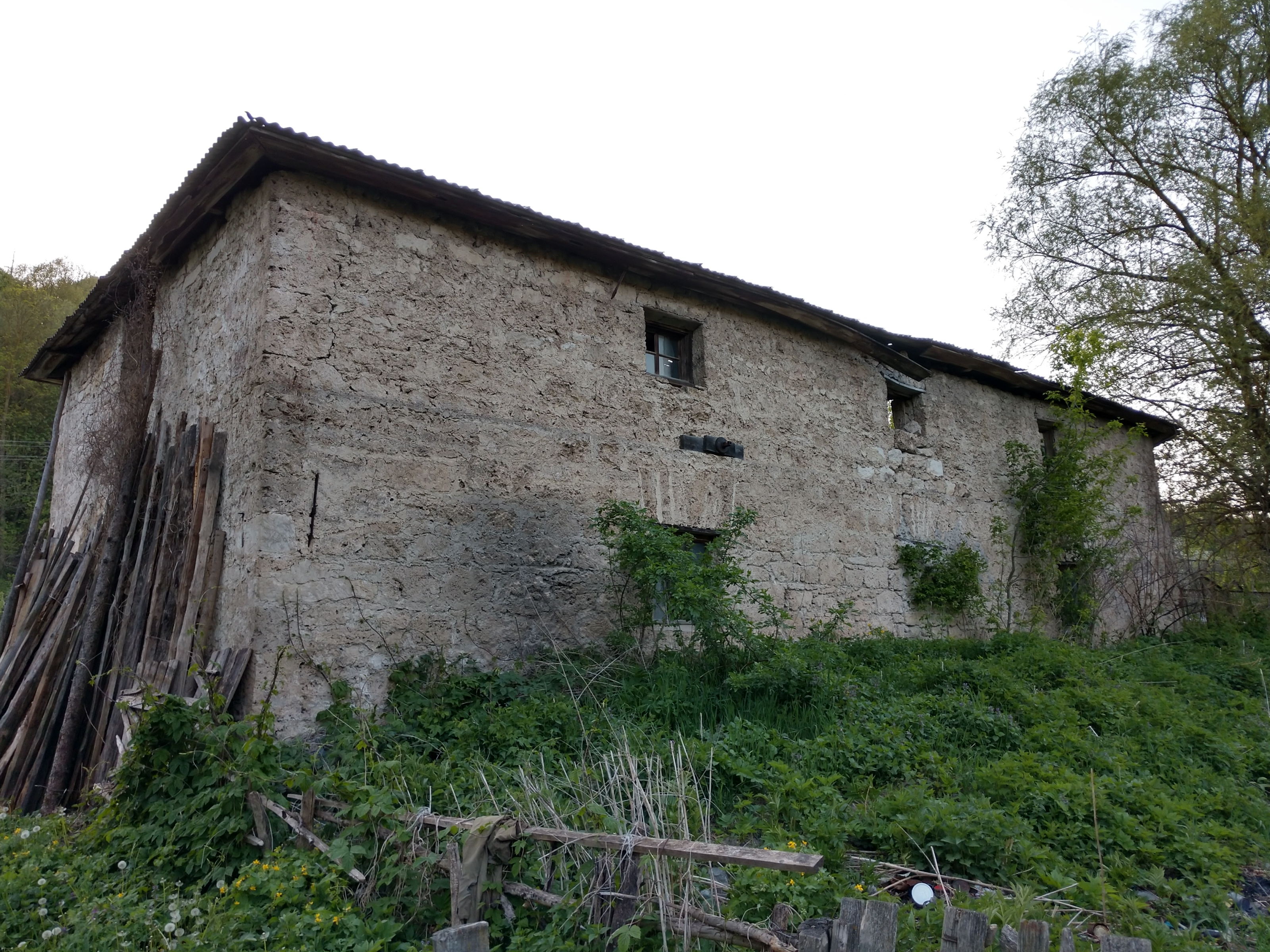
Вид на млин (травень 2020 року)
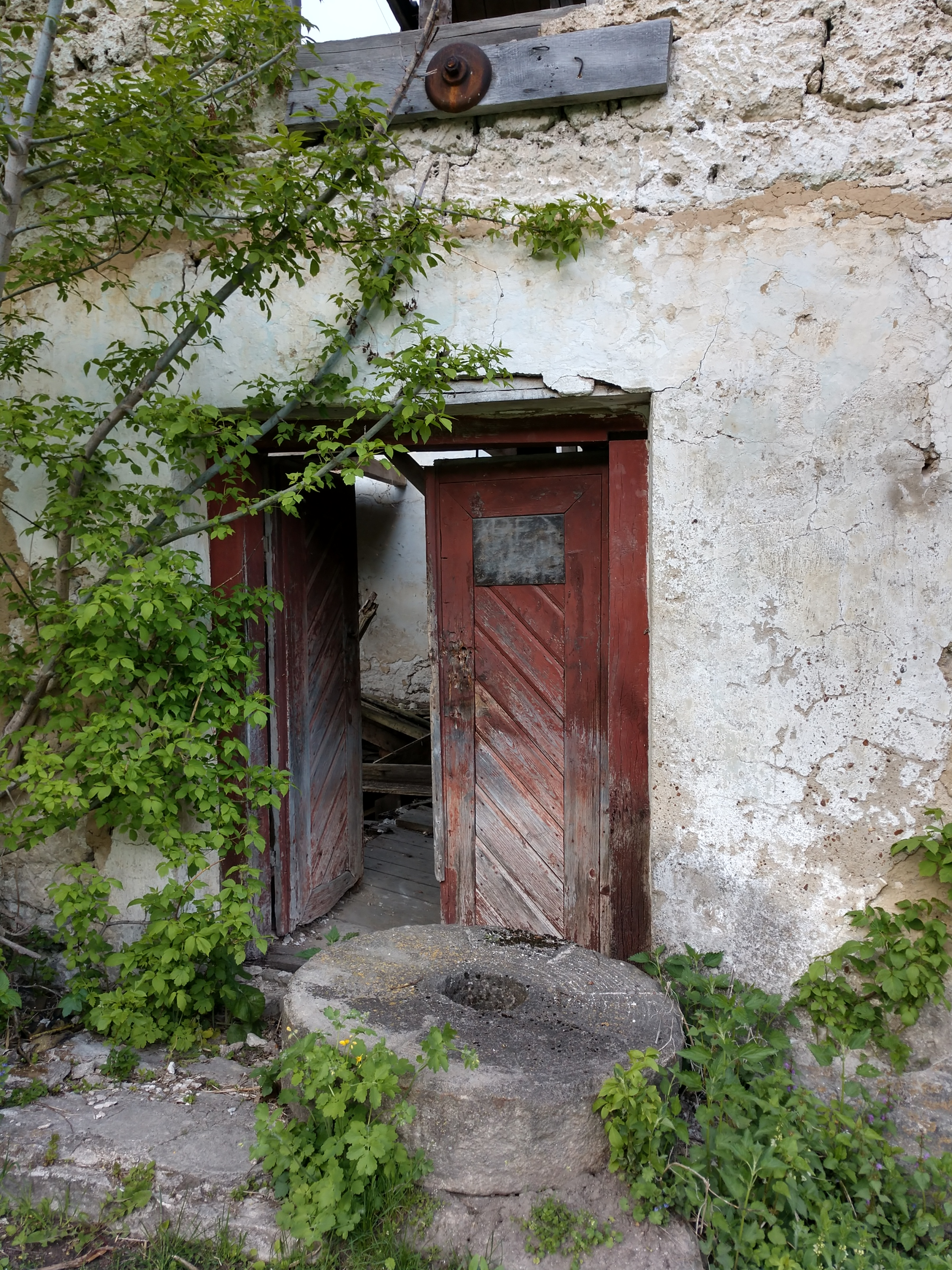
Деталь (травень 2020 року)

## Пам'ятки

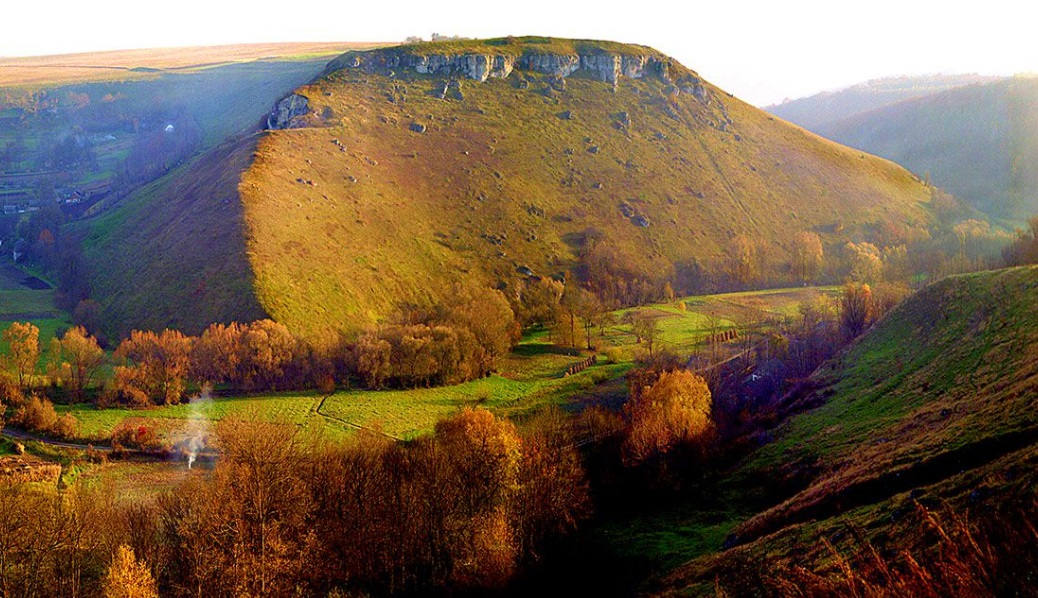
Товтра «Грабина»

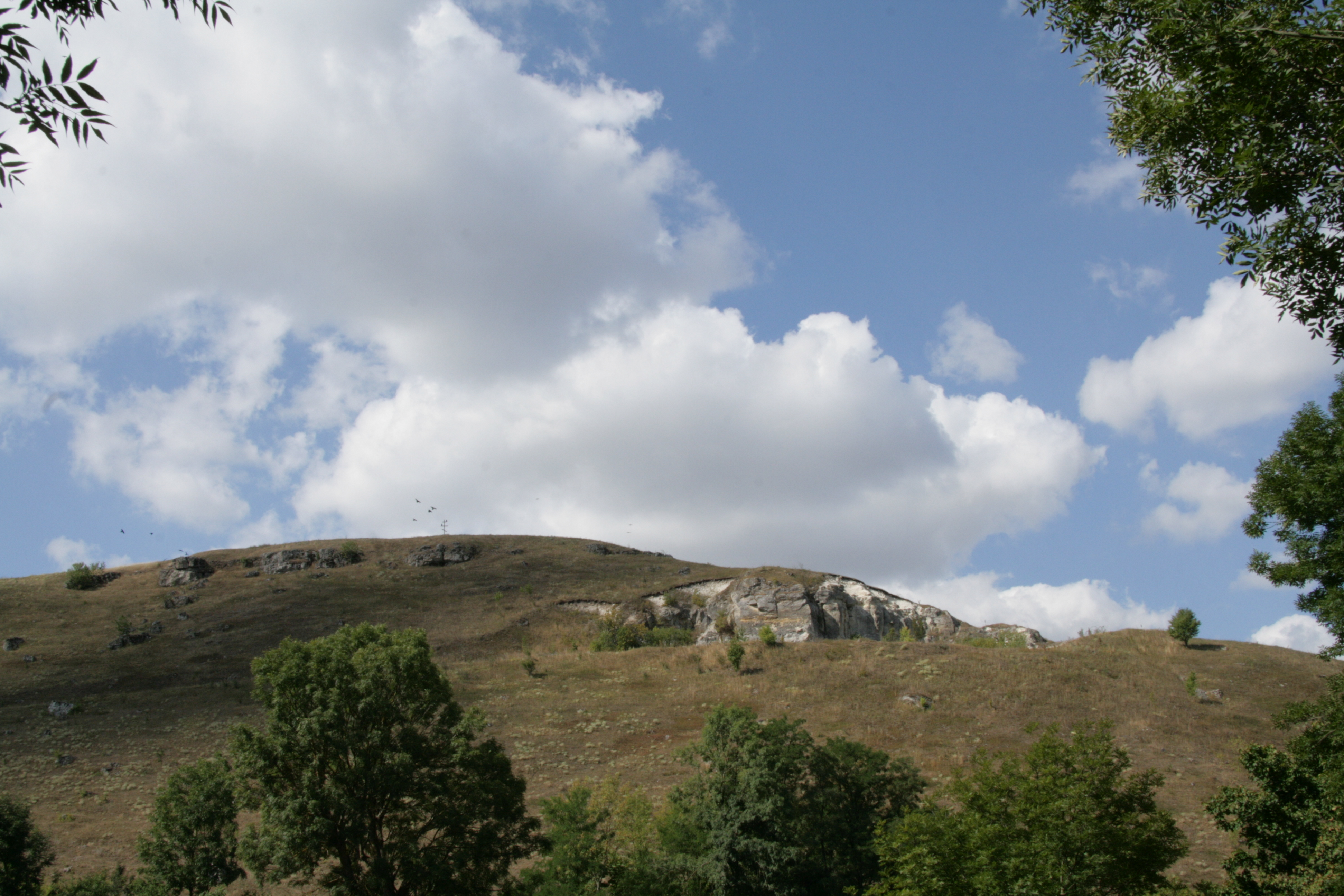
Городище двошарове

Серед природних пам'яток села варто відмітити товтру «Грабина», що розташована на південно-західній околиці. Гора є відомим місцем серед туристів адже з неї можна насолодитися панорамними видами на все село та навколишні місця. Крім того на Грабині розташовані малі печери, які у місцевому фольклорі нерідко пов'язують з повстанською діяльністю Устима Кармалюка, хоча достовірних свідчень цього немає.

## Населення
Населення становить 412 осіб.

### Мова
У селі поширені західноподільська говірка та південноподільська говірка, що відносяться до подільського говору, який належить до південно-західного наріччя.